# Normalinvestition
Eine Normalinvestition ist eine Investition mit einer Auszahlung (Investition) am Anfang und danach ausschließlich Rückzahlungen. 
Die Auszahlung kann einmalig sein oder über einen definierten Zeitraum erfolgen. In allen Folgeperioden finden nur noch Rückzahlungen statt. Die Richtung (mathematisch ausgedrückt, das Vorzeichen) des Zahlungsstrom wechselt also nur einmal. Dieser Begriff der Investitionsrechnung steht im Gegensatz zu nicht-normalen Investitionen, bei denen die Richtung des Zahlungsstrom mehrmals wechselt. 
Manchmal wird an die Normalinvestition auch zusätzlich die Forderung gestellt, dass es nur eine einmalige Anfangsauszahlung gibt, keine weiteren späteren Auszahlungen.
Die Multiplikation der Zahlungen in einer Normalinvestition mit einer positiven Zahl ergibt wieder eine Normalinvestition.
Die Besonderheit eine Normalinvestition ist, dass ihr interner Zinsfuß eindeutig ist (siehe Mehrere interne Zinsfüße).